# Can Borrull
Can Borrull, Castell de Santa Margarida o Can Vehí, és una masia fortificada amb una torre de defensa dita Torre dels Moros. Està situada en el veïnat de Santa Margarida del municipi de Palafrugell (Baix Empordà). Està declarada com a bé cultural d'interès nacional.

## Arquitectura
El conjunt de Can Borrull és format per una masia i una torre de defensa. L'habitatge, que té la façana principal orientada a migdia, consta de planta baixa, pis principal i golfes. Té coberta de teula a dues vessants amb el carener perpendicular a la línia de la façana. A la planta baixa hi ha la porta d'accés, d'arc de mig punt, amb grans dovelles de pedra, i al pis principal s'obren tres finestres rectangulars, emmarcades en pedra. A l'angle sud-oest de la façana es conserva una garita cilíndrica de maó, amb coberta cònica, sostinguda per una base de pedra formada per tres cercles en gradació decreixent amb una petita mènsula que representa un cap humà. El casal té adossada a la banda sud-oest una torre de defensa de planta quadrada, que conserva els merlets de coronament i un matacà a la seva cara de ponent.

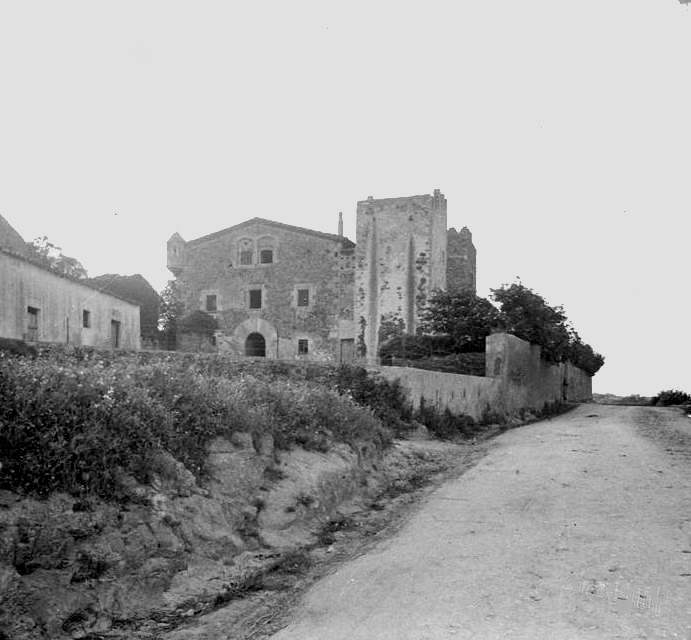
Any 1915

## Història
Can Borrull és una masia que segurament data del segle xvi. Té l'origen en un mas humil de la família Borrull. En el segle xv, un membre d'aquesta família va rebre del rei Ferran II l'emblema militar que la integrava en el grup de la petita noblesa, com a premi pel seu ajut durant el conflicte remença. El 1725 la pubilla Margarida Borrull va contraure matrimoni amb Josep de Vehí, cavaller del comte d'Empúries. Un membre d'aquest llinatge va ser Josep Maria Vehí i Ros, senador durant els anys 1877-80.
Dintre de la masia hi ha la capella de Santa Margarida o de Sant Ponç, d'origen alt-medieval i molt modificada posteriorment, principalment durant els segles xvii i xviii. En l'actualitat, el mas Borrull es troba molt modificat i s'utilitza com a habitatge de segona residència.
A l'Arxiu Municipal de Palafrugell es troben reproduccions d'una part del seu fons documental.